# Praying for Time
Singles de George Michael
Kissing a Fool
(1988) Waiting for That Day (en)
(1990)
Praying for Time est une chanson écrite, composée et interprétée par George Michael sortie en single le 13 août 1990, premier extrait de l'album Listen Without Prejudice, Vol. 1. 
C'est une chanson sobre sur l'indifférence face à la misère. Dans une interview accordée au New York Times en septembre 1990, George Michael déclarait que cette chanson était sa façon d'essayer de comprendre pourquoi il est si difficile aux gens de faire preuve de bonté envers les autres. Selon lui, à cause de l'influence des médias, le monde est perçu comme un endroit où les ressources et le temps viennent à manquer, qu'il faut saisir ce que l'on peut tant qu'il reste quelque chose. C'est presque comme s'il ne restait plus de temps pour la compassion. 
Malgré une tonalité assez grave, et une absence de promotion voulue par George Michael, la chanson est un succès et se classe notamment en tête des ventes aux États-Unis et au Canada.

## Clip
George Michael ayant refusé de faire un clip pour promouvoir la chanson, sa maison de disque en fait réaliser un par Michael  B. Borofsky où seules les paroles apparaissent en blanc sur un fond noir.

## Reprise
En 2008, la chanteuse américaine Carrie Underwood reprend Praying for Time qui se classe 27e aux États-Unis et 33e au Canada. 

## Classements hebdomadaires
| Classement (1990)                      | Meilleure place |
| -------------------------------------- | --------------- |
| Allemagne (GfK Entertainment)          | 19              |
| Australie (ARIA)                       | 16              |
| Autriche (Ö3 Austria Top 40)           | 20              |
| Belgique (Flandre Ultratop 50 Singles) | 4               |
| Canada (RPM 100 Singles)               | 1               |
| Canada (RPM Adult Contemporary)        | 1               |
| États-Unis (Billboard Hot 100)         | 1               |
| France (SNEP)                          | 19              |
| Irlande (IRMA)                         | 3               |
| Italie (FIMI)                          | 3               |
| Nouvelle-Zélande (RMNZ)                | 8               |
| Norvège (VG-lista)                     | 2               |
| Pays-Bas (Nederlandse Top 40)          | 10              |
| Pays-Bas (Single Top 100)              | 11              |
| Royaume-Uni (UK Singles Chart)         | 6               |
| Suède (Sverigetopplistan)              | 9               |
| Suisse (Schweizer Hitparade)           | 6               |

| Classement (2008)              | Meilleure place |
| ------------------------------ | --------------- |
| Canada (Canadian Hot 100)      | 33              |
| États-Unis (Billboard Hot 100) | 27              |

## Certifications
George Michael
| Pays              | Certification | Unités certifiées |
| ----------------- | ------------- | ----------------- |
| Royaume-Uni (BPI) | Argent        | 200 000           |